# Manowo (stacja kolejowa)
Manowo – wąskotorowa stacja kolejowa Koszalińskiej Kolei Wąskotorowej położona w Manowie, w województwie zachodniopomorskim, w Polsce. Składa się z trzech torów pozwalających zmienić kierunek jazdy pociągu, oraz jednego ślepego toru odstawczego. Na stacji znajduje się również wiata i duży plac ładunkowy.